# Österrike i olympiska vinterspelen 2010
Österrike deltog i Olympiska vinterspelen 2010 med 79 deltagare i 13 sporter.

## Medaljörer
| Medalj | Namn                                                                       | Sport               | Tävling                   |
| ------ | -------------------------------------------------------------------------- | ------------------- | ------------------------- |
| Guld   | Andrea Fischbacher                                                         | Alpin skidåkning    | Super-G damer             |
| Guld   | Andreas Linger & Wolfgang Linger                                           | Rodel               | Dubbel                    |
| Guld   | Wolfgang Loitzl, Andreas Kofler, Thomas Morgenstern, Gregor Schlierenzauer | Backhoppning        | Stor backe lag            |
| Guld   | Mario Stecher, Felix Gottwald, David Kreiner, Bernhard Gruber              | Nordisk kombination | Lag, 4 x 5 km             |
| Silver | Nina Reithmayer                                                            | Rodel               | Singel damer              |
| Silver | Christoph Sumann                                                           | Skidskytte          | Jaktstart herrar          |
| Silver | Andreas Matt                                                               | Freestyle           | Skicross herrar           |
| Silver | Dominik Landertinger, Daniel Mesotitsch, Simon Eder, Christoph Sumann      | Skidskytte          | Stafett, 4 x 7,5 km       |
| Silver | Marlies Schild                                                             | Alpin skidåkning    | Slalom damer              |
| Silver | Benjamin Karl                                                              | Snowboard           | Herrarnas parallellslalom |
| Brons  | Elisabeth Görgl                                                            | Alpin skidåkning    | Störtlopp damer           |
| Brons  | Gregor Schlierenzauer                                                      | Backhoppning        | Normalbacken              |
| Brons  | Gregor Schlierenzauer                                                      | Backhoppning        | Stora backen              |
| Brons  | Bernhard Gruber                                                            | Nordisk kombination | Stor backe/10 km          |
| Brons  | Elisabeth Görgl                                                            | Alpin skidåkning    | Storslalom damer          |
| Brons  | Marion Kreiner                                                             | Snowboard           | Damernas parallellslalom  |

## Alpin Skidåkning
- Elisabeth Görgl
- Eva-Maria Brem
- Anna Fenninger
- Andrea Fischbacher
- Marlies Schild
- Michaela Kirchgasser
- Stefanie Köhle
- Regina Mader
- Kathrin Zettel
- Nicole Schmidhofer
- Romed Baumann
- Hans Grugger
- Reinfried Herbst
- Marcel Hirscher
- Klaus Kröll
- Mario Matt
- Manfred Pranger
- Benjamin Raich
- Hannes Reichelt
- Mario Scheiber
- Philipp Schörghofer
- Georg Streitberger
- Michael Walchhofer

## Skidskytte
- Tobias Eberhard
- Simon Eder
- Dominik Landertinger
- Daniel Mesotitsch
- Friedrich Pinter
- Christoph Sumann

## Bob
- Christian Hackl
- Martin Lachkovics
- Jürgen Loacker
- Jürgen Mayer
- Wolfgang Stampfer

## Längdåkning
- Kateřina Smutná

## Konståkning
- Viktor Pfeifer
- Miriam Ziegler

## Freestyle
- Margarita Marbler
- Katharina Gutensohn
- Karin Huttary
- Andrea Limbacher
- Katrin Ofner
- Patrick Koller
- Andreas Matt
- Markus Wittner
- Thomas Zangerl

## Rodel
- Veronika Halder
- Nina Reithmayer
- Wolfgang Kindl
- Daniel Pfister
- Manuel Pfister
- Andreas Linger/Wolfgang Linger
- Markus Schiegl/Tobias Schiegl

## Nordisk kombination
- Christoph Bieler
- Felix Gottwald
- Bernhard Gruber
- David Kreiner
- Mario Stecher

## Short Track
- Veronika Windisch

## Skeleton
- Matthias Guggenberger

## Backhoppning
- Martin Koch
- Andreas Kofler
- Wolfgang Loitzl
- Thomas Morgenstern
- Gregor Schlierenzauer

## Snowboard
- Doris Gunther
- Marion Kreiner
- Ina Meschik
- Heidi Neururer
- Claudia Riegler
- Doresia Krings
- Maria Ramberger
- Manuela Riegler
- Siegfried Grabner
- Benjamin Karl
- Andreas Promegger
- Anton Unterkofler
- Ingemar Walder
- Mario Fuchs
- Lukas Gruner
- Markus Schairer

## Skridskor
- Anna Rokita